# 1967 dans le catholicisme
Chronologie du catholicisme
- 1963
- 1964
- 1965
- 1966
- 1967
- 1968
- 1969
- 1970
- 1971

Cet article présente les faits marquants de l'année 1967 dans le catholicisme.

## Évènements
- 26 mars : publication de l'encyclique Populorum progressio sur le développement humain et le progrès.
- 13 mai : voyage apostolique du pape au Portugal.
- 18 juin : publication du motu proprio Sacrum diaconatus ordinem restaurant le diaconat permanent.
- 24 juin : publication de l'encyclique Sacerdotalis caelibatus défendant le célibat sacerdotal.
- 26 juin : création de 27 cardinaux par Paul VI parmi lesquels Karol Wojtyła, futur pape Jean-Paul II.
- 25 au 26 juillet : voyage apostolique du pape en Turquie.
- 29 septembre : ouverture du Ier synode des évêques sur la préservation et le renforcement de la foi catholique.
- 29 octobre : canonisation de Bénilde.

## Naissances
- 6 janvier : André Gueye, prélat sénégalais, archevêque de Dakar
- 16 janvier : Ante Jozić, prélat croate, diplomate du Saint-Siège et archevêque titulaire de Cissa (de)
- 21 janvier : Jean-Pierre Vuillemin, prélat français, évêque du Mans
- 29 janvier : Roberto Repole, cardinal italien, archevêque de Turin
- 31 janvier : Franck Javary, prélat français, évêque de Châlons-en-Champagne
- 22 février : Herwig Gössl, prélat allemand, archevêque de Bamberg
- 23 février : Johannes Wübbe, prélat allemand, évêque auxiliaire d'Osnabrück et évêque titulaire de Ros Cré (de)
- 3 mars : Udo Bentz, prélat allemand, archevêque de Paderborn
- 14 mars : Dieudonné Nzapalainga, cardinal centrafricain, archevêque de Bangui
- 21 mars : Peter Kohlgraf, prélat allemand, évêque de Mayence
- 30 avril : Marc Rastoin, prêtre jésuite et exégète français
- 1er mai : Moses Hamungole, prélat zambien, évêque de Monze († 13 janvier 2021)
- 4 mai : Dominik Schwaderlapp, prélat allemand, évêque auxiliaire de Cologne et évêque titulaire de Frequentium (de)
- 13 mai : Mark Gerard Miles, prélat britannique, diplomate du Saint-Siège et archevêque titulaire de Città Ducale (de)
- 19 mai : Janusz Urbańczyk (en), prélat polonais, diplomate du Saint-Siège et archevêque titulaire de Voli (de)
- 3 juin : Stefan Oster, prélat allemand, évêque de Passau
- 4 juin : Franz Jung, prélat allemand, évêque de Wurtzbourg
- 20 juin : Paulo Cezar Costa, cardinal brésilien, archevêque de Brasília
- 2 juillet : Joseph Kizito (en), prélat ougandais, évêque d'Aliwal (en)
- 30 juillet : Régis de Cacqueray, prêtre traditionaliste français
- 7 août : 
  - Emmanuel Dassi Youfang, prélat camerounais, évêque de Bafia, précédemment évêque titulaire d'Oescus (de)
  - Stefan Heße, prélat allemand, archevêque de Hambourg
- 15 août : Leomar Antônio Brustolin, prélat brésilien, archevêque de Santa Maria
- 13 septembre : Austin Vetter, prélat américain, évêque d'Helena
- 27 novembre : Virgilio do Carmo da Silva, cardinal timorais, archevêque de Dili
- Date précise inconnue : 
  - Vincent Breynaert, prêtre français, aumônier de la jeunesse
  - Mónica Astorga Cremona, religieuse argentine, "nonne des trans"

## Décès

### Janvier
- 12 janvier : François Imberti, prélat italien, archevêque de Verceil (° 25 décembre 1882)
- 13 janvier : Ferdinand Vandry, prélat canadien, recteur de l'Université Laval (° 8 décembre 1887)
- 27 janvier : Bienheureux Giovanni Schiavo, prêtre italien, missionnaire au Brésil (° 8 juillet 1903)
- 28 janvier : Théomir Devaux, prêtre et résistant français (° 17 mars 1885)

### Février
- 9 février : Santiago Luis Copello, premier cardinal argentin, archevêque de Buenos Aires (° 7 janvier 1880)
- 17 février : Pablo Maria Guzmán Figueroa, prêtre et vénérable mexicain, fondateur des Sœurs missionnaires eucharistiques de la Sainte Trinité (° 25 septembre 1897)

### Mars
- 24 mars : Francesco Bracci, cardinal italien de la Curie (° 5 novembre 1879)
- 27 mars : Bienheureux Marie-Eugène de l'Enfant-Jésus, prêtre carme français, fondateur de l'Institut Notre-Dame de Vie (° 2 décembre 1894)

### Avril
- 1er avril : Émile Blanchet, prélat français, évêque de Saint-Dié (° 21 septembre 1886)
- 2 avril : Bienheureuse Marie de Saint Joseph Alvarado Cardozo, religieuse vénézuélienne, fondatrice des Augustines récollettes du Sacré-Cœur de Jésus (° 25 avril 1875)
- 16 avril : René Graffin, prélat et missionnaire français, premier archevêque de Yaoundé, précédemment évêque titulaire de Mosynople (de) (° 6 mai 1899)
- 24 avril : Enrico Dante, cardinal italien de la Curie (° 5 juillet 1884)
- 28 avril : Paul-Marie-Édouard Bresson, prélat français, vicaire apostolique de Nouvelle-Calédonie et évêque titulaire de Cestrus (de) (° 4 juillet 1884)

### Mai
- 8 mai : Francis Trochu, prêtre et homme de lettres français (° 5 octobre 1877)
- 12 mai : Joseph Gerald Berry, prélat canadien, archevêque de Halifax (° 7 juin 1902)
- 18 mai : Joaquim Domingues de Oliveira, prélat brésilien, premier archevêque de Florianópolis (° 4 décembre 1878)
- 23 mai : Lionel Groulx, prêtre, historien et nationaliste québécois (° 13 janvier 1878)

### Juin
- 10 juin : Joseph Elmer Ritter, cardinal américain, archevêque de Saint-Louis (° 20 juillet 1892)
- 11 juin : Ernesto Ruffini, cardinal italien, archevêque de Palerme (° 19 janvier 1888)
- 13 juin : Gregor Schwake, prêtre bénédictin, compositeur et opposant allemand au nazisme (° 15 avril 1892)
- 26 juin : Lorenzo Milani, prêtre et éducateur italien (° 27 mai 1923)

### Juillet
- 12 juillet : Marcel-Marie Dubois, prélat français, archevêque de Besançon (° 16 juin 1896)
- 21 juillet : Edmond Leclef, prêtre, secrétaire du cardinal Van Roey (° 9 novembre 1898)
- 24 juillet : 
  - Joseph Cardijn, cardinal belge, fondateur de la Jeunesse ouvrière chrétienne (° 13 novembre 1882)
  - Thomas Tien Ken-sin, premier cardinal chinois, archevêque de Pékin (° 24 octobre 1890)
- 30 juillet : Georges Rocal, prêtre et historien français (° 1er août 1881)

### Août
- 1er août : Alphonse Gaudron, prélat français, évêque d’Évreux (° 5 mai 1880)
- 16 août : John Courtney Murray, prêtre jésuite et théologien américain (° 12 septembre 1904)
- 17 août : Félix Scalais, prélat et missionnaire belge, premier archevêque de Léopoldville (° 6 décembre 1904)
- 28 août : Jean-Marie Aubin, prélat fançais, vicaire apostolique d'Honiara et évêque titulaire d'Antiphellus (de) (° 29 décembre 1882)
- 31 août : Arthur Maheux, prêtre et historien canadien (° 22 juin 1884)

### Septembre
- 24 septembre : Paul Goubert, prêtre jésuite et historien français (° 15 juin 1901)
- 29 septembre : Maurice Rousseau, prélat français, évêque de Laval (° 11 janvier 1893)

### Octobre
- 2 octobre : Celestine Damiano (en), prélat américain, diplomate du Saint-Siège et archevêque titulaire de Nicopolis-en-Épire (de) puis évêque de Camden (° 1er novembre 1911)
- 21 octobre : André Sevin, prêtre et auteur français (° 12 octobre 1896)

### Novembre
- 5 novembre : Maxime IV Sayegh, cardinal libanais, patriarche melkite d'Antioche (° 10 avril 1878)
- 11 novembre : Catherine Cummins, religieuse irlandaise (° 6 février 1879)

### Décembre
- 2 décembre : Francis Spellman, cardinal américain, archevêque de New York (° 4 mai 1889)
- 16 décembre : 
  - Antonio Riberi, cardinal monégasque, diplomate du Saint-Siège et archevêque titulaire de Dara (de) (° 15 juin 1897)
  - Bienheureux Jean Wauthier, prêtre, missionnaire au Laos et martyr français (° 22 mars 1926)
- 20 décembre : Théophile Hénusse, prêtre jésuite belge, prédicateur et aumônier militaire (° 8 mai 1873)
- 23 décembre : Alfredo Pacini, cardinal italien, diplomate du Saint-Siège et archevêque titulaire de Germia (de) (° 10 février 1888)
- 25 décembre : Antoine Corriger, prêtre et résistant français, Juste parmi les nations (° 21 novembre 1884)
- 28 décembre : Égide Van Broekhoven, prêtre jésuite, prêtre ouvrier et écrivain belge (° 22 décembre 1933)